# Dimanche de l'Aveugle-né

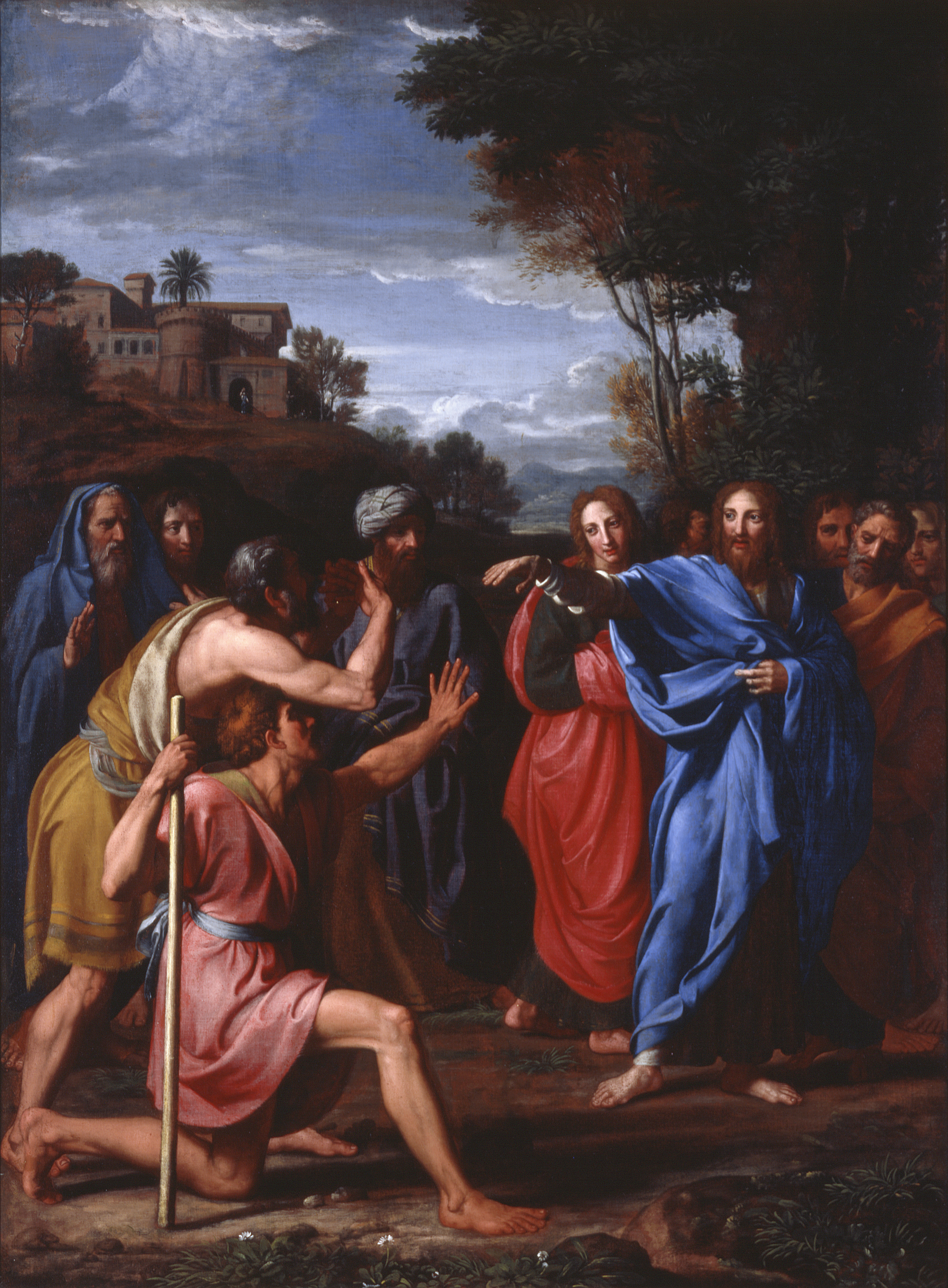
Jésus guérit l'Aveugle-né. Peinture de Nicolas Colombel, 1682, Musée d'art de Saint-Louis

Le Dimanche de l'Aveugle-né est le sixième dimanche de Pâques (P + 35). Ce jour est consacré dans les Églises d'Orient – Églises orthodoxes et Églises catholiques de rite byzantin – à la commémoration de la guérison de l'Aveugle-né par Jésus.

## Le texte de l'Évangile
Le miracle de l'Aveugle-né est raconté dans Jean 9:1-38.

## Le sens de ce dimanche dans le Pentecostarion
Le thème de l'eau baptismale est partout présent dans le Pentecostarion. Il est présent aussi dans la symbolique de cette fête : Jésus envoie l'homme laver la boue qu'il a déposé sur ses yeux au bassin de Siloam. (Le terme siloam est souvent compris comme « envoyé », d'où l'on interprète que la guérison de l'aveugle serait la récompense de son obéissance à Jésus.)
Le miracle de l'Aveugle-né (traditionnellement appelé Celidonius ou Cédonius, Cédon, Sidoine) est remarquable d'un double point de vue : tout d'abord, bien qu'il y ait de nombreux aveugles guéris tant dans l'Ancien que dans le Nouveau Testament, cet épisode est le seul où un aveugle-né voit pour la première fois ; bien que rien ne l'indique dans le texte biblique, le Pentecostarion suit la tradition selon laquelle l'homme était né aveugle et sans yeux. Lorsque Jésus fait de la boue avec sa salive et de la terre pour donner des yeux à l'aveugle, il réitère l'acte de création de l'homme, moulé par Dieu dans l'argile (Genèse 2:7). Selon l'interprétation chrétienne traditionnelle, le Salut accordé par Jésus à ses disciples est une nouvelle création (Paul, Cor. 5:17.
Le second aspect remarquable du miracle est que, non seulement, Jésus donne à l'homme la vue physiquement, mais aussi spirituellement. Dans la controverse théologique de l'Aveugle avec les Pharisiens qui suit le miracle, l'aveugle défend son opinion comme s'il avait étudié et reçu l'enseignement de la foi.
Les trois dimanches du Paralytique, de la Samaritaine et de l'Aveugle-né renvoient au baptême, chacun illustrant de façon différente un aspect de ce sacrement.

## Liturgie de ce dimanche

### Lectures
- Épître : Actes, 16:16-34, qui rappelle le respect des Commandements ;
- Évangile : Jean, 9:1-38, qui narre le miracle de l'Aveugle-né.

### Hymnographie
- Tropaire (ton 5) :

Fidèles, chantons et adorons le Verbe sans commencement

comme le Père et l’Esprit, né de la Vierge pour notre salut, 

car Il a bien voulu dans sa chair monter sur la Croix 

pour y endurer la mort et relever les morts par Sa glorieuse résurrection.
- Kondakion (ton 4) :

Les yeux de mon âme étant aveugles, 

je viens à Toi, ô Christ, 

comme l’aveugle de naissance, 

et avec repentir je Te clame : 

Tu es la Lumière qui resplendit 

sur ceux qui sont dans les ténèbres.

### Articles liés
- Pâques
- Rite byzantin
- Pentecostarion
- Noms traditionnels d'anonymes bibliques